# Comté de Wyndham-East Kimberley
Le Comté de Wyndham-East Kimberley  est une zone d'administration locale dans le nord de l'Australie-Occidentale en Australie à environ 3 150 km par la Great Northern Highway au nord-est de Perth. 
Kununurra abrite environ 70 % de la population.
Le comté abrite le parc national de la rivière Drysdale, le lac Argyle et environ la moitié de la route de la rivière Gibb.
Le comté est divisé en un certain nombre de localités:
- Kalumburu
- Kununurra
- Oombulgurri
- Wyndham.

Le comté a 9 conseillers sans découpage en circonscriptions.